# Gymnastik vid olympiska sommarspelen 1924

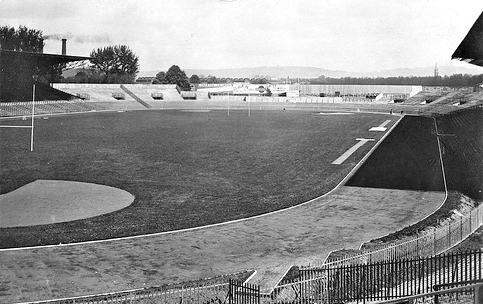
Olympiska sommarspelen 1924

Gymnastiken vid de olympiska sommarspelen 1924 i Paris bestod av 9 grenar i artistisk gymnastik mellan den 17 och 24 juli.

## Medaljörer
| Gren                    | Guld | Silver | Brons |
| Mångkamp, ind. detaljer | Leon Štukelj Jugoslavien | Robert Pražák Tjeckoslovakien                                                                                                   | Bedřich Šupčík Tjeckoslovakien                                                                                             |
| Mångkamp, lag detaljer  | Italien Luigi Cambiaso Mario Lertora Vittorio Lucchetti Luigi Maiocco Ferdinando Mandrini Francesco Martino Giuseppe Paris Giorgio Zampori | Frankrike Eugène Cordonnier Léon Delsarte François Gangloff Jean Gounot Arthur Hermann André Higelin Joseph Huber Albert Séguin | Schweiz Hans Grieder August Güttinger Jean Gutweninger Georges Miez Otto Pfister Antoine Rebetez Carl Widmer Josef Wilhelm |
| Räck detaljer           | Leon Štukelj Jugoslavien | Jean Gutweninger Schweiz | André Higelin Frankrike |
| Barr detaljer           | August Güttinger Schweiz | Robert Pražák Tjeckoslovakien                                                                                                   | Giorgio Zampori Italien |
| Bygelhäst detaljer      | Josef Wilhelm Schweiz | Jean Gutweninger Schweiz | Antoine Rebetez Schweiz |
| Ringar detaljer         | Francesco Martino Italien | Robert Pražák Tjeckoslovakien                                                                                                   | Ladislav Vácha Tjeckoslovakien                                                                                             |
| Repklättring detaljer   | Bedřich Šupčík Tjeckoslovakien | Albert Séguin Frankrike | Ladislav Vácha Tjeckoslovakien                                                                                             |
| Repklättring detaljer   | Bedřich Šupčík Tjeckoslovakien | Albert Séguin Frankrike | August Güttinger Schweiz                                                                                                   |
| Sidhopp detaljer        | Albert Séguin Frankrike | Jean Gounot Frankrike | Ingen utsedd |
| Sidhopp detaljer        | Albert Séguin Frankrike | François Gangloff Frankrike | Ingen utsedd |
| Hopp detaljer           | Frank Kriz USA | Jan Koutný Tjeckoslovakien | Bohumil Mořkovský Tjeckoslovakien                                                                                          |

## Medaljtabell
| Pl.    | Nation          | Guld | Silver | Brons | Totalt |
| ------ | --------------- | ---- | ------ | ----- | ------ |
| 1      | Schweiz         | 2    | 2      | 3     | 7      |
| 2      | Italien         | 2    | 0      | 1     | 3      |
| 3      | Jugoslavien     | 2    | 0      | 0     | 2      |
| 4      | Tjeckoslovakien | 1    | 4      | 4     | 9      |
| 5      | Frankrike       | 1    | 4      | 1     | 6      |
| 6      | USA             | 1    | 0      | 0     | 1      |
| Totalt | Totalt          | 9    | 10     | 9     | 28     |

## Deltagande nationer
Totalt deltog 72 gymnaster.
- Tjeckoslovakien (8)
- Finland (8)
- Frankrike (8)
- Storbritannien (8)
- Italien (8)
- Luxemburg (8)
- Schweiz (8)
- USA (8)
- Jugoslavien (8)